# Tétracosane
Le tétracosane est un hydrocarbure linéaire de la famille des alcanes de formule brute C24H50 .